# Louis Dorlet
Pour les articles homonymes, voir Dorlet.
Louis Dorlet dit « Samuel Vergine », né le 2 janvier 1905 à Cizely dans la Nièvre et mort à Dax dans les Landes le 18 mai 1989, est un militant anarchiste et pacifiste.

## Biographie
D'origine paysanne, il poursuit cependant des études supérieures à la Sorbonne. Au cours de son service militaire en Allemagne en 1925, il est condamné pour « désertion à l'étranger, dans un pays en état de siège, avec abandon d'uniforme ». Il devient alors anarchiste.  
De 1927 à 1932, il collabore tout naturellement au Réfractaire, organe de la Ligue des réfractaires à toutes guerres. Polyglotte, il est employé à la banque Saint-Phalle à Paris. Il devient membre de l'Union anarchiste, puis organise un comité de soutien aux chômeurs en 1932 à Drancy. Il publie une feuille, Le Chômeur, qui a quatre numéros. Il organise une coopérative de consommation.
En 1933, il devient secrétaire de rédaction du Libertaire et collabore à diverses publications. D'octobre 1934 à décembre 1935, il participe également à la publication du périodique La Conquête du pain et, fin 1936, il est un des fondateurs de La Revue populaire, qui a trois numéros. 
Mobilisé en 1939, il est affecté dans un hôpital vétérinaire d'Alsace, puis fait prisonnier et envoyé dans un stalag, puis en kommando, près de Berlin.
À la Libération, il rentre en France en juillet 1945 et s'installe à Bona, près de Saint-Saulge, dans la Nièvre, comme libraire. Il reprend sa collaboration au Libertaire. Il écrit dans les Nouvelles pacifistes de Louis Louvet. Dès octobre 1948, il apporte son soutien à Louis Lecoin lors de la publication de Défense de l'homme. C'est dans cette revue qu'apparaît pour la première fois son pseudonyme de « Vergine ». Il y signe ses nombreuses contributions de divers autres pseudonymes : « Serge », « Louis Doriva » ou « Louis Dey ». Il devient directeur de Défense de l'homme en juillet 1955.
Installé près de Cannes avec sa deuxième compagne, une institutrice, il acquiert un terrain à Golfe-Juan où il bâtit lui-même une maison qui devient un lieu de passage pour les compagnons anarchistes. En 1975, il connaît de graves ennuis de vision et doit abandonner la publication de la revue (dernier numéro : Défense de l'homme no 314, de mai-juin 1976). Il poursuit néanmoins jusqu'à sa mort sa collaboration à la presse libertaire.

## Ouvrages
- Sous le nom de Samuel Vergine, Le Sabre et la Soutane : la morale religieuse en action, Aulnay-sous-Bois, L'Éveil social, sans date.
- La Brochure mensuelle, juillet-août 1936.
- L’Antidote (les bases scientifiques de l'individualisme), suppl. Défense de l'homme, mai 1969.
- L’Esprit troupeau et ses conséquences, suppl. Défense de l'homme, 1971.
- Parlementarisme, violence individuelle et violence étatiste, suppl. Défense de l'homme, mai 1973.
- Au fil de mes souvenirs (propos libertaires), Marseille, Culture et Liberté, 1986.